# 約翰·法斯特爾夫
约翰·法斯特爾夫爵士KG（1380年11月6日—1459年11月5日）是中世紀晚期英格蘭王國的一名軍人、地主和騎士，曾參與百年戰爭。他也是一位文學贊助者暨兵書作家，他可能也是位早期的實業家。英國大文豪莎士比亞以他為原型創作出虛構人物约翰·法斯塔夫，使他的名聲更廣為流傳。

## 家世背景
约翰·法斯特爾夫於1380年11月6日出生於諾福克當地的仕紳家庭。他成長的凱斯特莊園後來被他改建為凱斯特城堡（現在僅留存護城河）。約翰的父母為老約翰·法斯特爾夫（1383年逝）與玛丽·帕克（1406年5月2日逝），他的家世可以追溯到13世紀源自大雅茅斯的古老諾福克家族，其中的著名人物有聖戴維茲主教湯瑪斯·法斯特爾夫和他的兄弟愛爾蘭宮廷大法官。英王愛德華一世統治以來有多位家族成員擔任大雅茅斯執達吏，並在1390年曾有位休·法斯特爾夫擔任諾福克司法官。
1409年1月13日，法斯特爾夫在爱尔兰与米利森特·蒂博特（Millicent Tipotot）結婚。她是蒂博特男爵羅伯特的女兒和共同繼承人，也是斯科羅普男爵理查之子史蒂芬爵士的遺孀。法斯特爾夫藉由這場婚事取得大量的土地，包含威爾特郡科姆堡和巴斯漢普頓、格洛斯特郡歐克森頓等地的莊園，還有索美塞特郡和約克郡多處的地產。這些土地每年能為他帶來240英鎊的收入，這是法斯特爾夫自己莊園收入的五倍。他每年提供100英鎊給妻子自由利用，但作為養育米利森特第一任婚姻繼子的代價，法斯特爾夫持續掌握她的地產直到去世。

## 早年
根據法斯特爾夫的傳記作者史蒂芬·库珀所述，考量他的家世背景，法斯特爾夫一定受過符合當時標準的教育。1435年在法蘭西的一份法庭證詞中，法斯特爾夫稱他年少（1392至93年間）就曾拜訪耶路撒冷，應該是陪同博林布魯克的亨利（即未來的英王亨利四世）前往。據說法斯特爾夫曾是諾福克公爵托馬斯的侍從，後者在1398年被放逐。
1399年，蘭開斯特的亨利四世發動政變從理查二世手中奪走王位。法斯特爾夫在這段時間行蹤不明，但在1401年後擔任亨利四世次子兰开斯特的托马斯（即未來的克拉倫斯公爵）的隨從直到1415年。托馬斯被父親任命維護愛爾蘭的秩序，這也是法斯特爾夫首次參與的軍事行動。當時法斯特爾夫的指揮官便是史蒂芬·斯科羅普爵士，並在1408年史蒂芬逝世後和他的遺孀結婚。

## 百年战争

### 進入法蘭西服役
1415年至1439年間，法斯特爾夫在法蘭西北部於英王亨利五世和其弟貝德福德公爵麾下服役。他參加了1415年的阿夫勒尔围城战，但因傷歸國而錯過了阿金庫爾戰役。之後他在1416年冬季回歸保衛阿夫勒尔，阻止法軍重奪阿金庫爾。
法斯特爾夫是貝德福德公爵的家事總管，並同時擔任曼恩與安茹總督，他在1426年2月25日獲頒嘉德騎士勛章。同年稍晚约翰·塔尔博特取代他的指揮權，並在奧爾良之圍後成為頗具爭議的人物。
法斯特爾夫於1421年在英軍佔領的巴黎擔任一年的巴士底要塞總管，並在1428年一度短暫返回英格蘭。重返戰場後，他負責護送前往奧爾良的補給車隊，並在1429年2月12日的鯡魚之戰擊敗前來襲擊的法蘭西─蘇格蘭聯軍。

### 与圣女贞德交鋒
1429年奥尔良之圍期间，法軍聽聞法斯特爾夫即將率軍增援圍城時，指揮官让·德·迪努瓦計畫棄守城市。貞德聽聞後抨擊將領們的無能，此後法軍將指揮權交給貞德，而她也成功率軍解除圍城。
此後貞德又繼續解放羅亞爾河谷的城鎮。其中在1429 年6月12日雅爾若戰役，法斯特爾夫曾帶領軍隊和火炮增援，但仍無法阻止法軍推進。在一系列的失敗之後，法斯特爾夫和塔爾博特決定與貞德正面交鋒，爆發6月18日的帕提戰役，結果造成英軍慘敗。

### 聲譽掃地
英軍在帕提戰役中有2至300人陣亡，2000多人被俘虜，其中包含將領塔爾伯特，而法斯特爾夫則落荒而逃。根據親眼見證這場戰役的法蘭西史家讓·德·瓦夫蘭所述，英軍的慘敗是由於塔爾博特的魯莽造成，法斯特爾夫只是因為抵抗無望才逃走，然而塔爾博特和輿論都指控法斯特爾夫的膽怯，貝德福德公爵也暫時撤消了他的嘉德勛章。一直到1442年，在法斯特爾夫的強烈要求下召集嘉德騎士團進行調查，才在對法斯特爾夫有利的情況下恢復了騎士團的職務。莎士比亞在他的劇作《亨利六世 (第一部)》（第四幕第一场）中描述到：「總之，法斯特爾夫花了13年才洗清自己的罪名。但即便如此，他的名譽仍沾上了污點。」

### 服役晚期
儘管背負了帕提戰役的污名，法斯特爾夫仍继续在法蘭西服役，且受到贝德福德公爵和约克公爵理查的信任，並分別在翁弗勒尔（1424─34年）、韦尔讷伊（1429年）和卡昂（1430─37年）擔任指揮官。
1435年，法斯特爾夫起草了一份備忘錄，提出應對法蘭西戰爭的新戰略方針。其中他批評了當時以圍城戰的為主的戰略方針，並提議採行大規模的騎行劫掠作戰。這些著作由他的秘書威廉·伍斯特保存下來，並在19世紀由一名牧師約瑟夫·史蒂文生出版。這是現存罕見出自中世紀職業軍人的軍事戰略思想著作。
法斯特爾夫直到1440年才卸甲歸田，當時他已經60多歲了，但針對他的污名控訴仍然在持續發生。1450年的凱德起義期間，叛軍指控法斯特爾夫「削減諾曼第駐軍」才導致英軍災難性的失敗。

## 資產
法斯爾特夫和許多英軍士兵一樣，透過在法蘭西戰爭中征服的領土上獲利。亨利五世將阿夫勒尔附近的弗勒斯（Frileuse）授予法斯特爾夫，他更繼續在諾曼第大幅擴大資產，其中在科地区的四座莊園每年產值達200英鎊。他後來成為锡耶勒纪尧姆男爵，成為當地貴族的一員，這是他在故鄉從未有過的職位。然而英格蘭的統治局勢不穩也造成他巨大的損失。1435年諾曼第起義後，科地區莊園的年產值只剩8英鎊。法斯特爾夫在1430年代開始出售地產，不過在1445年時仍在法蘭西擁有價值401英鎊的土地，包含10座城堡、15座莊園和一間旅館，但這些全在法蘭西的領土收復行動中喪失。
即便在法蘭西有所損失，法斯特爾夫仍將多數的收益轉回到英格蘭本土，並大量投資於土地和房產。除了妻子名下的財產之外，他在諾福克和薩福克擁有大量莊園。法斯特爾夫在倫敦的南華克有一棟房子並在那經營野豬頭旅館，該旅館也被稱為法斯特爾夫住宅或法斯特爾夫宮，因莎士比亞的著作而聞名，如今倫敦仍有許多酒館沿用此名稱。原址曾在1990年代進行考古但僅發現少量斷垣殘片。
法斯特爾夫去世后，对他的个人物品进行了详细清点。其中包括他私人禮拜堂中的银器、他在凯斯特城堡裡的衣服和挂毯、他的盔甲以及几个房间裡的家具。

## 晚年
法斯特爾夫退休後持續受到汙名影響，有一位僕人評價他：「總是很殘暴、復仇心重，而且大多時候缺乏憐憫和慈悲心。」（ 出自《帕斯頓書信集》，389頁），這句話因為被記錄在信中而出名。他在退休後也持續寫作，並成為一個文學社群的重要人物，該社群為他寫作許多英語和法語手稿。
晚年時，法斯特爾夫受東盎格利亞的資產訴訟侵擾，其中他得到約翰·帕斯頓和威廉·耶爾弗頓爵士的幫助。這兩人由於最終導致玫瑰戰爭的宮廷鬥爭而決裂，在法斯特爾夫死後互相爭奪他的遺產。在蘭開斯特家族和約克家族的鬥爭中，法斯特爾夫因為曾在約克公爵理查麾下服役而傾向支持他，但若將法斯特爾夫稱作「約克派」亦過於誇大。
法斯特爾夫在他人生的最後十年居住在南華克和凱斯特，他獨自守鰥並且沒有留下繼承人。他似乎曾數次嘗試在遺囑中寫入於凱斯特城堡成立教會大學，但這個遺願由於未記錄在書面文件中而沒有實現。

## 逝世
法斯特爾夫於1459年11月5日在凱斯特去世。   他與妻子米利森特被安葬在圣贝尼特修道院南側一條由他出資建造的通道邊，他生前曾是該修道院的慷慨捐助者。
法斯特爾夫在晚年是約翰·帕斯頓在政治上和私生活的密友。約翰·帕斯頓因《帕斯頓書信集》而名聲大噪，該書收錄帕斯頓家族成員之間上千封信件。法斯特爾夫的臨終遺囑指定約翰·帕斯頓為他的遺囑執行人和繼承人，這引發了持續多年的訴訟。凱斯特城堡未如法斯特爾夫的遺願建立教會大學，而是成為帕斯特家族的財產。法斯特爾夫的遺產大部分被捐給了牛津大学莫德林学院，他被學院作為捐助者紀念，並成立了法斯特爾夫學會。

## 大眾文化

### 莎翁劇作
法斯特爾夫出现在莎士比亚的早期劇作《亨利六世 (第一部)》中。在劇本的前兩頁中，他的名字被寫成「Falstaffe」，而不是「Fastolf」。他在劇中扮演拋棄英勇塔爾博特的懦弱騎士。後來當莎士比亞以法斯特爾夫生涯早期為背景創作《亨利四世 (第一部)》時，他為年輕的哈爾王子創作一名聲名狼籍的同伴，名曰約翰·奧斯卡斯特爵士，但受到真實的奧斯卡斯特後代抗議，因此將名字改為約翰·法斯塔夫爵士，這個角色也被沿用到莎士比亞後續的三部作品中。
法斯特爾夫愛吹噓又怯懦公眾印象可能是莎士比亞選用他名字的原因。有些作家認為法斯特爾夫還是羅拉德派的支持者，奧斯卡斯特正好也是位羅拉德派領袖而更加使人信服。不過現代史學家史蒂芬·庫珀認為沒有證據支持法斯特爾夫是羅拉德派信徒，更多的證據顯示他和他的國王亨利五世一樣是天主教徒。
其它關於史實法斯特爾夫和虛構的法斯塔夫之間的連結還有他們同樣在湯瑪斯·莫布雷手下服役，以及跟野豬頭旅館的關聯。但法斯塔夫的軍旅生涯反而不如真實的法斯特爾夫有戲劇性，更多的是許多不同個性人物的創作混和體。事實上，年邁的法斯塔夫在亨利五世統治初期便逝世，而當時才正處於法斯特爾夫職業生涯的中期。

### 現代流行文化
- 羅伯特·奈伊（英语：Robert Nye）的小說《法斯塔夫》（1976年）以法斯特爾夫為主角。
- 全效工作室發行的電玩遊戲《世紀帝國II：帝王世紀》（1999年）中，法斯特爾夫在聖女貞德劇情戰役中扮演敵對角色。外觀為一名使用長槍的騎士。
- 株式會社光榮發行的電玩遊戲《長劍風暴：百年戰爭》（2007年）中，法斯特爾夫被描述為英格蘭的合作者，以長劍為主要武器。
- Netflix發行的電影《國王 (2019年電影)》(2019年)中,由喬爾·埃哲頓飾演法斯特爾夫,是主角亨利五世(由提摩西·夏勒梅飾演)的友人與部下。